# Kim Su-ji
Kim Su-ji (ur. 11 lipca 1987 w Korei Południowej) – południowokoreańska siatkarka grająca jako środkowa. Obecnie występuje w drużynie Hyundai Suwon.